# Fausto Freitas da Silva

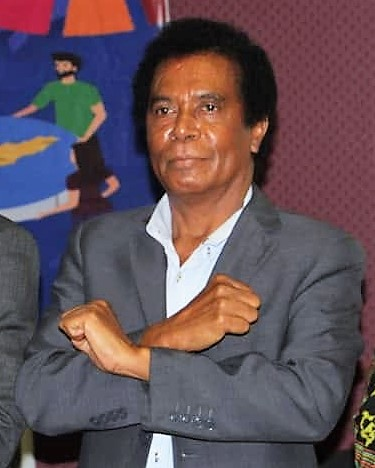
Fausto Freitas da Silva (2022)

Fausto Freitas da Silva (* 7. April 1963 in Quelicai, Portugiesisch-Timor), Kampfname Liurai Tasi (deutsch Herr des Meeres), ist ein Politiker aus Osttimor. Er ist Mitglied der Partei FRETILIN.

## Werdegang
Silva hat seit 2012 einen Abschluss in Soziologie vom Instituto Superior Cristal (ISC) in Dili und seit 2015 einen Master-Titel in Human Resources Management von der UNIGA im indonesischen Malang.
Von 1975 bis 1979 war Silva Kommandant der Secção da Força de Intervensão (FI, deutsch Sektion der Interventionskräfte) und des Comando Choque (KC) der FALINTIL und war bis zum Ende der Besatzungszeit 1999 Mitglied der Guerilla und des Serviço de Informação Secreto (Geheiminformationsdienst SIS). Später war er als Mitglied der OJETIL Teilnehmer der Demonstration am 12. November 1991, die im Santa-Cruz-Massaker endete. Er erhielt dafür den Ordem Lorico Asuwain.
Von 2002 bis 2003 war er Stabschef des Ministeriums für Staatsadministration Osttimors (MAE) der I. konstitutionellen Regierung Osttimors, von 2003 bis 2007 Leiter der Abteilung DNFP/CISPE-MAI des Ministeriums, von 2009 bis 2015 Leiter der Abteilung für Disziplinarwesen, Ethik, Verwaltungsverfahren und Ermittlungen im Sekretariat der Comissão da Função Pública (CFP), von 2015 bis 2016 als Unterinspektorin im Sekretariat der CFP und von 2016 bis 2017 Generalinspektor im Sekretariat der CFP.
Auf Listenplatz 23 der FRETILIN zog Silva bei den Parlamentswahlen in Osttimor 2017 erfolgreich als Abgeordneter in das Nationalparlament Osttimors ein. Hier wurde er Mitglied in der Kommission für konstitutionelle Angelegenheiten, Justiz, Öffentliche Verwaltung, lokale Rechtsprechung und Korruptionsbekämpfung (Kommission A). Bei den Parlamentswahlen 2018 verpasste Silva den Einzug in das Parlament auf Listenplatz 42.
Vom 14. Februar 2020 bis zum 5. August 2020 war Silva als Leiter der Rechtsabteilung im Sekretariat der CFP. Am 29. Juli 2020 wurde er vom Parlament zum Nachfolger von José Telo Soares Cristóvão als Kommissar der Comissão da Função Pública (CFP) gewählt. Am 28. August wurde Silva von Premierminister Taur Matan Ruak vereidigt.